# Kościół Polskokatolicki w Kanadzie
Kościół Polskokatolicki w Kanadzie (ang. Polish-Catholic Church of Canada) – historyczny Kościół polskokatolicki, który działał w Kanadzie w latach 2005–2009 i podlegał pod jurysdykcję Unii Utrechckiej, ale nie był jej pełnym członkiem. Zwierzchnikiem Kościoła Polskokatolickiego w Kanadzie był ks. Zbigniew Kozar.

## Historia
Polski Narodowy Kościół Katolicki z którego wyłonił się Kościół Polskokatolicki w Kanadzie został założony ok. 1880 przez polskich katolików w Ameryce Płn., w wyniku sprzeciwu wobec dominacji duchownych pochodzenia niemieckiego i irlandzkiego. Wierni pragnęli wglądu w finanse parafii, a przede wszystkim liturgii w języku polskim. Kościół Polskokatolicki w Kanadzie powstał w 2006, kiedy to wierni Katedry św. Jana w Toronto nie zgodzili się na odłączenie Polskiego Narodowego Kościoła Katolickiego w USA i Kanadzie (PNKK) od Unii Utrechckiej Kościołów Starokatolickich (2003), którą opuścił w wyniku braku aprobaty dla małżeństw homoseksualnych i kapłaństwa kobiet. Międzynarodowa Konferencja Biskupów Starokatolickich Unii Utrechckiej postanowiła, że katedra zostanie umieszczona pod bezpośrednią jurysdykcją Arcybiskupa Utrechtu. W 2005 Unia Utrechcka postanowiła, że parafia zostanie uznana za Starokatolicką parafię Unii i zostanie nadana jej jurysdykcja biskupa episkopalnego Toronto.
W maju 2009 Kościół Polskokatolicki w Kanadzie pojednał się z Polskim Narodowym Kościołem Katolickim, a budynek katedry św. Jana w Toronto wrócił do diecezji kanadyjskiej Polskiego Narodowego Kościoła Katolickiego. Kościół został rozwiązany. 

## Nauka Kościoła Polskokatolickiego w Kanadzie
Nauka Kościoła Polskokatolickiego opierała się na teologii starokatolickiej, w wersji polskokatolickiej. Wierni kościoła najwyższą cześć oddali Bogu, zaś komunia św. była udzielana pod dwiema postaciami: ciała i krwi Pańskiej. W okresie wielkiego postu odprawiana była droga krzyżowa i gorzkie żale. W Kościele istniał również kult Maryi Panny, jednak odrzucany był dogmat o jej Niepokalanym Poczęciu i Wniebowzięciu. Kościół Polskokatolicki w Kanadzie oddawał cześć także aniołom, apostołom, męczennikom i świętym. Kościół młodzieży do 18 roku życia nakazywał spowiedź w konfesjonale, pozostałym wiernym odpuszczało się grzechy na Mszy św. podczas spowiedzi powszechnej. Liturgia Kościoła Polskokatolickiego w Kanadzie była zbliżona do liturgii Kościoła Rzymskokatolickiego. Społeczeństwo Kościoła odprawiało obrzędy religijne w dwóch językach: angielskim i polskim.